# Пягкла
Пя́гкла (ест. Pähkla küla) — село в Естонії, у волості Ляене-Сааре повіту Сааремаа.

## Населення
Чисельність населення на 31 грудня 2011 року становила 162 особи.

## Географія
Край села проходить автошлях 86 (Курессааре — Вигма — Панґа).

## Історія
До 12 грудня 2014 року село входило до складу волості Каарма.

## Пам'ятки природи
На південний схід від села розташовується заказник Пидусте-Упа (Põduste-Upa hoiuala), площа — 339,3 га (58°18′6″ пн. ш. 22°31′14″ сх. д. / 58.30167° пн. ш. 22.52056° сх. д.).